# Progress M-15M
Progress M-15M (ryska: Прогресс М-15M) eller som NASA kallar den, Progress 47 eller 47P, var en rysk obemannad rymdfarkost som levererade förnödenheter, syre, vatten och bränsle till rymdstationen ISS. Den sköts upp med en Sojuz-U-raket från Kosmodromen i Bajkonur 20 april 2012 och dockade med ISS den 22 april. 
Den 22 juli utdockade M-15M från Pirs för att testa det automatiska dockningssystemet KURS-NA. Dockningen avbröts av säkerhetsskäl av M-15Ms dator. Ett andra försökt att docka gjordes den 29 juli. Denna gång lyckades dockningen.
Farkosten lämnade rymdstationen den 30 juli 2012 och brann upp i jordens atmosfär den 20 augusti 2012.

### Fotnoter
1. ↑  ”NASA Space Science Data Coordinated Archive” (på engelska). NASA. https://nssdc.gsfc.nasa.gov/nmc/spacecraft/display.action?id=2012-015A. Läst 1 mars 2020.
2. ↑  Manned Astronautics - Figures & Facts Arkiverad 5 oktober 2015 hämtat från the Wayback Machine., läst 15 juli 2016.